# Пантелеев, Сергей Михайлович
Серге́й Миха́йлович Пантеле́ев (род. 4 июля 1951, деревня Заполье, Бабаевский район, Вологодская область, СССР) — российский политический и профсоюзный деятель, машиностроитель.
Депутат Государственной Думы Федерального Собрания Российской Федерации VII созыва, член фракции Политической партии «Коммунистическая партия Российской Федерации».
Член комитета ГД по экономической политике, промышленности, инновационному развитию и предпринимательству.
Из-за вторжения России на Украину, находится под международными санкциями Евросоюза, США, Великобритании и ряда других стран.

## Биография
Родился 4 июля 1951 года в деревне Заполье, Бабаевского района, Вологодской области.
Живет в городе Санкт-Петербург, в Приморском районе
После окончания школы в 1968 г. был призван в ряды Советской Армии. С 1969 г. проходил службу в Военно-Морском Флоте, участвовал в дальних походов ВМФ СССР. Со службы уволился в 1973 г. С января 1973 г. по сентябрь 2016 года, неизменно работал на предприятии «Кировский завод», г. Ленинград. Сегодня это предприятие именуется ОАО «Кировский завод» г. Санкт-Петербург. В 1992 году получил (без отрыва от производства) образование по специальности «Технология машиностроения» в Санкт-Петербургском институте Машиностроения (ЛМЗ-ВТУЗ). В 2001 году окончил Международный Банковский институт по специальности «Менеджмент организации». В марте 2001 года присвоено звание «Почетный машиностроитель» России. С мая 2005 года по сентябрь 2016 — руководил общественной организацией "Межрегиональный Профсоюз работников ОАО «Кировский завод», занимал должность Председателя.
25 июня 2016 года выдвинут кандидатом в депутаты Государственной Думы VII-созыва в избирательном округе № 213. Город Санкт-Петербург — Северный одномандатный избирательный округ. Избран депутатом в составе Региональной группы КПРФ № 25 — (Ленинградская область, город Санкт-Петербург).
Женат, имеет сына.

## Законотворческая деятельность
С 2016 по 2019 год, в течение исполнения полномочий депутата Государственной Думы VII созыва, выступил соавтором 42 законодательных инициатив и поправок к проектам федеральных законов.